# Lista de cardeais

Brasão cardinalício

Esta é a composição do Colégio dos Cardeais, atualmente com 248 cardeais, dos quais 130 eleitores (com menos de oitenta anos) e 118 não eleitores.
Esta distinção entre "eleitores" e "não eleitores" foi iniciada implicitamente pelo Papa Paulo VI por meio da carta apostólica na forma de Motu proprio Ingravescentem Aetatem (1971), em que impõe o limite de idade de oitenta anos para o exercício de funções tanto nos dicastérios da Cúria Romana como nos organismos permanentes da Santa Sé e da Cidade do Vaticano e para a eleição do Papa. Posteriormente é publicada a constituição apostólica Romano Pontifici Eligendo (1975) que estabelece o regulamento para a eleição do Sumo Pontífice especificando o número limite de 120 cardeais eleitores dentro do Colégio Cardinalício, ou seja, o número de cardeais com menos de 80 anos. Durante o pontificado do Papa João Paulo II é publicada a constituição apostólica Universi Dominici Gregis (1996) que substitui a anterior, fazendo algumas alterações nas normas e onde pela primeira vez é utilizado, de forma oficial, o termo "cardeais não eleitores", fazendo assim referência aos cardeais com idade igual ou superior a 80 anos.

## Cardeais por consistório
| Papa                      | Consistório    | Cardeal-bispo | Cardeal-bispo | Cardeal-presbítero | Cardeal-presbítero | Cardeal-diácono | Cardeal-diácono | Total  | Total     | % total | % total   |
| Papa                      | Consistório    | Total         | Eleitores     | Total              | Eleitores          | Total           | Eleitores       | Total  | Eleitores | Total   | Eleitores |
| ------------------------- | -------------- | ------------- | ------------- | ------------------ | ------------------ | --------------- | --------------- | ------ | --------- | ------- | --------- |
| Papa João Paulo II (JPII) | Fevereiro 1983 |               |               | 1                  |                    |                 |                 | 1      |           | 2,44%   |           |
| Papa João Paulo II (JPII) | Maio 1985      | 1             |               | 2                  |                    |                 |                 | 3      |           | 7,32%   |           |
| Papa João Paulo II (JPII) | Junho 1991     |               |               | 3                  |                    |                 |                 | 3      |           | 7,32%   |           |
| Papa João Paulo II (JPII) | Novembro 1994  |               |               | 5                  | 1                  |                 |                 | 5      | 1         | 12,2%   | 20%       |
| Papa João Paulo II (JPII) | Fevereiro 1998 |               |               | 7                  |                    |                 |                 | 7      |           | 17,07%  |           |
| Papa João Paulo II (JPII) | Fevereiro 2001 | 2             |               | 7                  |                    |                 |                 | 9      |           | 21,95%  |           |
| Papa João Paulo II (JPII) | Outubro 2003   | 2             |               | 11                 | 4                  |                 |                 | 13     | 4         | 31,71%  | 80%       |
| Papa João Paulo II (JPII) | Total          | 5             | 0             | 36                 | 5                  | 0               | 0               | 41     | 5         | 16,53%  | 3,85%     |
|                           |                |               |               |                    |                    |                 |                 |        |           |         |           |
| Papa Bento XVI (BXVI)     | Março 2006     |               |               | 8                  | 1                  |                 |                 | 8      | 1         | 13,33%  | 5%        |
| Papa Bento XVI (BXVI)     | Novembro 2007  | 1             |               | 13                 | 4                  |                 |                 | 14     | 4         | 23,33%  | 20%       |
| Papa Bento XVI (BXVI)     | Novembro 2010  |               |               | 13                 | 5                  |                 |                 | 13     | 5         | 21,67%  | 25%       |
| Papa Bento XVI (BXVI)     | Fevereiro 2012 | 1             | 1             | 18                 | 6                  |                 |                 | 19     | 7         | 31,67%  | 35%       |
| Papa Bento XVI (BXVI)     | Novembro 2012  | 2             | 1             | 4                  | 2                  |                 |                 | 6      | 3         | 10%     | 15%       |
| Papa Bento XVI (BXVI)     | Total          | 4             | 2             | 58                 | 18                 | 0               | 0               | 60     | 20        | 24,19%  | 15,38%    |
|                           |                |               |               |                    |                    |                 |                 |        |           |         |           |
| Papa Francisco (FRA)      | Fevereiro 2014 | 2             | 1             | 14                 | 9                  |                 |                 | 16     | 10        | 10,88%  | 9,52%     |
| Papa Francisco (FRA)      | Fevereiro 2015 |               |               | 16                 | 9                  | 1               | 1               | 17     | 10        | 11,56%  | 9,52%     |
| Papa Francisco (FRA)      | Novembro 2016  |               |               | 11                 | 7                  | 3               | 2               | 14     | 9         | 9,52%   | 8,57%     |
| Papa Francisco (FRA)      | Junho 2017     |               |               | 5                  | 2                  |                 |                 | 5      | 2         | 3,4%    | 1,9%      |
| Papa Francisco (FRA)      | Junho 2018     | 1             | 1             | 8                  | 5                  | 4               | 1               | 13     | 7         | 8,84%   | 6,67%     |
| Papa Francisco (FRA)      | Outubro 2019   |               |               | 7                  | 7                  | 3               | 2               | 11     | 9         | 7,48%   | 8,57%     |
| Papa Francisco (FRA)      | Novembro 2020  |               |               | 6                  | 4                  | 6               | 3               | 12     | 7         | 8,16%   | 6,67%     |
| Papa Francisco (FRA)      | Agosto 2022    |               |               | 14                 | 12                 | 5               | 2               | 19     | 14        | 12,93%  | 13,33%    |
| Papa Francisco (FRA)      | Setembro 2023  |               |               | 13                 | 12                 | 6               | 5               | 19     | 17        | 12,93%  | 16,19%    |
| Papa Francisco (FRA)      | Dezembro 2024  |               |               | 16                 | 16                 | 5               | 4               | 21     | 20        | 14,29%  | 19,05%    |
| Papa Francisco (FRA)      | Total          | 3             | 2             | 110                | 83                 | 33              | 20              | 147    | 105       | 59,27%  | 80,77%    |
|                           |                |               |               |                    |                    |                 |                 |        |           |         |           |
| Total                     | Total          | 12            | 4             | 204                | 106                | 33              | 20              | 248    | 130       | 100.0%  | 100.0%    |
| % total                   | % total        | 4,84%         | 3,08%         | 81,85%             | 81,54%             | 13,31%          | 15,38%          | 100.0% | 100.0%    |         |           |

## Lista de cardeais
Cardeais com mais de 80 anos (não eleitores no Conclave) /      Cardeais com menos de 80 anos, mas não eleitores no Conclave
| Nome                                        | País                           | Nascimento                                   | Funções ou títulos atuais | Papa | Consistório                                                                                 | O.C. | Brasão |
| ------------------------------------------- | ------------------------------ | -------------------------------------------- | --- | ---- | ------------------------------------------------------------------------------------------- | ---- | ------ |
| Abril y Castelló, Santos                    | Espanha                        | 21 de setembro de 1935 (89 anos e 323 dias)  | Arcipreste emérito da Basílica de Santa Maria Maior | BXVI | Fevereiro 2012 (cardeal-presbítero: 4 de março de 2022)                                     | CP   |        |
| Acerbi, Angelo                              | Itália                         | 23 de setembro de 1925 (99 anos e 321 dias)  | Núncio apostólico emérito dos Países Baixos | FRA  | Dezembro 2024                                                                               | CD   |        |
| Advincula, Jose Fuerte                      | Filipinas                      | 30 de março de 1952 (73 anos e 133 dias)     | Arcebispo de Manila | FRA  | Novembro 2020                                                                               | CP   |        |
| Aguiar Retes, Carlos                        | México                         | 9 de janeiro de 1950 (75 anos e 213 dias)    | Arcebispo da Cidade do México | FRA  | Novembro 2016                                                                               | CP   |        |
| Alencherry, George                          | Índia                          | 19 de abril de 1945 (80 anos e 113 dias)     | Arcebispo maior emérito de Ernakulam-Angamaly (Igreja Católica Siro-Malabar) e líder da Igreja Católica Siro-Malabar                                                                   | BXVI | Fevereiro 2012                                                                              | CP   |        |
| Alves Aguiar, Américo Manuel                | Portugal                       | 12 de dezembro de 1973 (51 anos e 241 dias)  | Bispo de Setúbal | FRA  | Setembro 2023                                                                               | CP   |        |
| Ambongo Besungu, Fridolin, O.F.M.Cap.       | República Democrática do Congo | 24 de janeiro de 1960 (65 anos e 198 dias)   | Arcebispo de Quinxassa | FRA  | Outubro 2019                                                                                | CP   |        |
| Antonelli, Ennio                            | Itália                         | 18 de novembro de 1936 (88 anos e 265 dias)  | Presidente emérito do Pontifício Conselho para a Família | JPII | Outubro 2003                                                                                | CP   |        |
| Aós Braco, Celestino, O.F.M.Cap.            | Chile                          | 6 de abril de 1945 (80 anos e 126 dias)      | Arcebispo emérito de Santiago do Chile | FRA  | Novembro 2020                                                                               | CP   |        |
| Arborelius, Anders, O.C.D.                  | Suécia                         | 24 de setembro de 1949 (75 anos e 320 dias)  | Bispo de Estocolmo | FRA  | Junho 2017                                                                                  | CP   |        |
| Arinze, Francis                             | Nigéria                        | 1 de novembro de 1932 (92 anos e 282 dias)   | Prefeito emérito do Dicastério para o Culto Divino e Disciplina dos Sacramentos | JPII | Maio 1985 (cardeal-presbítero: 29 de janeiro de 1996) (cardeal-bispo: 25 de abril de 2005)  | CB   |        |
| Arizmendi Esquivel, Felipe                  | México                         | 1 de maio de 1940 (85 anos e 101 dias)       | Bispo emérito de San Cristóbal de Las Casas | FRA  | Novembro 2020                                                                               | CP   |        |
| Aveline, Jean-Marc Noël                     | França                         | 26 de dezembro de 1958 (66 anos e 227 dias)  | Arcebispo de Marselha | FRA  | Agosto 2022                                                                                 | CP   |        |
| Bačkis, Audrys Juozas                       | Lituânia                       | 1 de fevereiro de 1937 (88 anos e 190 dias)  | Arcebispo emérito de Vilnius | JPII | Fevereiro 2001                                                                              | CP   |        |
| Baggio, Fabio, C.S.                         | Itália                         | 15 de abril de 1965 (60 anos e 117 dias)     | Subsecretário para Migrantes e Refugiados do Dicastério para o Serviço do Desenvolvimento Humano Integral                                                                              | FRA  | Dezembro 2024                                                                               | CD   |        |
| Bagnasco, Angelo                            | Itália                         | 14 de janeiro de 1943 (82 anos e 208 dias)   | Arcebispo-emérito de Génova | BXVI | Novembro 2007                                                                               | CP   |        |
| Baldisseri, Lorenzo                         | Itália                         | 29 de setembro de 1940 (84 anos e 315 dias)  | Secretário-geral emérito do Sínodo dos Bispos | FRA  | Fevereiro 2014                                                                              | CP   |        |
| Barbarin, Philippe Xavier Ignace            | França                         | 17 de outubro de 1950 (74 anos e 297 dias)   | Arcebispo emérito de Lyon | JPII | Outubro 2003                                                                                | CP   |        |
| Barreto Jimeno, Pedro Ricardo, S.J.         | Peru                           | 12 de fevereiro de 1944 (81 anos e 179 dias) | Arcebispo emérito de Huancayo | FRA  | Junho 2018                                                                                  | CP   |        |
| Bassetti, Gualtiero                         | Itália                         | 7 de abril de 1942 (83 anos e 125 dias)      | Arcebispo emérito de Perugia-Città della Pieve | FRA  | Fevereiro 2014                                                                              | CP   |        |
| Battaglia, Domenico                         | Itália                         | 20 de janeiro de 1963 (62 anos e 202 dias)   | Arcebispo de Nápoles | FRA  | Dezembro 2024                                                                               | CP   |        |
| Becciu, Giovanni Angelo                     | Itália                         | 2 de junho de 1948 (77 anos e 69 dias)       | Prefeito emérito do Dicastério para as Causas dos Santos | FRA  | Junho 2018                                                                                  | CD   |        |
| Bertello, Giuseppe                          | Itália                         | 1 de outubro de 1942 (82 anos e 313 dias)    | Presidente emérito da Pontifícia Comissão para o Estado da Cidade do Vaticano | BXVI | Fevereiro 2012 (cardeal-presbítero: 4 de março de 2022)                                     | CP   |        |
| Bertone, Tarcisio, S.D.B.                   | Itália                         | 2 de dezembro de 1934 (90 anos e 251 dias)   | Camerlengo emérito da Igreja Católica | JPII | Outubro 2003 (cardeal-bispo: 10 de maio de 2008)                                            | CB   |        |
| Bessi Dogbo, Ignace                         | Costa do Marfim                | 17 de agosto de 1961 (63 anos e 358 dias)    | Arcebispo de Abidjã | FRA  | Dezembro 2024                                                                               | CP   |        |
| Betori, Giuseppe                            | Itália                         | 25 de fevereiro de 1947 (78 anos e 166 dias) | Arcebispo emérito de Florença | BXVI | Fevereiro 2012                                                                              | CP   |        |
| Blázquez Pérez, Ricardo                     | Espanha                        | 13 de abril de 1942 (83 anos e 119 dias)     | Arcebispo emérito de Valhadolide | FRA  | Fevereiro 2015                                                                              | CP   |        |
| Bo, Charles Maung, S.D.B.                   | Myanmar                        | 29 de outubro de 1948 (76 anos e 285 dias)   | Arcebispo de Rangum | FRA  | Fevereiro 2015                                                                              | CP   |        |
| Bokalic Iglic, Vicente, C.M.                | Argentina                      | 11 de junho de 1952 (73 anos e 60 dias)      | Arcebispo de Santiago del Estero | FRA  | Dezembro 2024                                                                               | CP   |        |
| Bocos Merino, Aquilino, C.M.F.              | Espanha                        | 17 de maio de 1938 (87 anos e 85 dias)       | Superior geral emérito da Congregação dos Missionários Filhos do Imaculado Coração de Maria                                                                                            | FRA  | Junho 2018                                                                                  | CD   |        |
| Bozanić, Josip                              | Croácia                        | 20 de março de 1949 (76 anos e 143 dias)     | Arcebispo emérito de Zagreb | JPII | Outubro 2003                                                                                | CP   |        |
| Brady, Seán Baptist                         | Irlanda                        | 16 de agosto de 1939 (85 anos e 359 dias)    | Arcebispo emérito de Armagh, cobrindo território da Irlanda e da Irlanda do Norte | BXVI | Novembro 2007                                                                               | CP   |        |
| Brandmüller, Walter                         | Alemanha                       | 26 de janeiro de 1929 (96 anos e 196 dias)   | Presidente emérito do Comité Pontifício para as Ciências Históricas | BXVI | Novembro 2010                                                                               | CP   |        |
| Braz de Aviz, João                          | Brasil                         | 24 de abril de 1947 (78 anos e 108 dias)     | Prefeito emérito do Dicastério para os Institutos de Vida Consagrada e Sociedades de Vida Apostólica                                                                                   | BXVI | Fevereiro 2012 (cardeal-presbítero: 4 de março de 2022)                                     | CP   |        |
| Brenes Solórzano, Leopoldo José             | Nicarágua                      | 7 de março de 1949 (76 anos e 156 dias)      | Arcebispo de Manágua | FRA  | Fevereiro 2014                                                                              | CP   |        |
| Brislin, Stephen                            | África do Sul                  | 24 de setembro de 1956 (68 anos e 320 dias)  | Arcebispo de Joanesburgo | FRA  | Setembro 2023                                                                               | CP   |        |
| Bustillo, François-Xavier, O.F.M.Conv.      | França                         | 23 de novembro de 1968 (56 anos e 260 dias)  | Bispo de Ajaccio | FRA  | Setembro 2023                                                                               | CP   |        |
| Burke, Raymond Leo                          | Estados Unidos                 | 30 de junho de 1948 (77 anos e 41 dias)      | Prefeito emérito do Supremo Tribunal da Assinatura Apostólica | BXVI | Novembro 2010                                                                               | CP   |        |
| Bychok, Mykola, C.Ss.R.                     | Ucrânia                        | 13 de fevereiro de 1980 (45 anos e 178 dias) | Eparca (bispo) dos Santos Pedro e Paulo de Melbourne (Ucraniano) | FRA  | Dezembro 2024                                                                               | CP   |        |
| Cabrera Herrera, Luis Gerardo, O.F.M.       | Equador                        | 11 de outubro de 1955 (69 anos e 303 dias)   | Arcebispo de Guayaquil | FRA  | Dezembro 2024                                                                               | CP   |        |
| Calaça de Mendonça, José Tolentino          | Portugal                       | 15 de dezembro de 1965 (59 anos e 238 dias)  | Prefeito do Dicastério para a Cultura e a Educação | FRA  | Outubro 2019                                                                                | CD   |        |
| Calcagno, Domenico                          | Itália                         | 3 de fevereiro de 1943 (82 anos e 188 dias)  | Presidente emérito da Administração do Patrimônio da Sé Apostólica | BXVI | Fevereiro 2012 (cardeal-presbítero: 4 de março de 2022)                                     | CP   |        |
| Cantalamessa, Raniero, O.F.M.Cap.           | Itália                         | 22 de julho de 1934 (91 anos e 19 dias)      | Pregador Apostólico | FRA  | Novembro 2020                                                                               | CD   |        |
| Cañizares Llovera, Antonio                  | Espanha                        | 10 de outubro de 1945 (79 anos e 304 dias)   | Arcebispo emérito de Valência | BXVI | Março 2006                                                                                  | CP   |        |
| Cantoni, Oscar                              | Itália                         | 1 de setembro de 1950 (74 anos e 343 dias)   | Bispo de Como | FRA  | Agosto 2022                                                                                 | CP   |        |
| Castillo Mattasoglio, Carlos Gustavo        | Peru                           | 21 de abril de 1965 (60 anos e 111 dias)     | Arcebispo de Lima | FRA  | Dezembro 2024                                                                               | CP   |        |
| Chomalí Garib, Fernando Natalio             | Chile                          | 10 de março de 1957 (68 anos e 153 dias)     | Arcebispo de Santiago do Chile | FRA  | Dezembro 2024                                                                               | CP   |        |
| Chow Sau-yan, Stephen, S.J.                 | Hong Kong                      | 7 de agosto de 1959 (66 anos e 3 dias)       | Bispo de Hong Kong | FRA  | Setembro 2023                                                                               | CP   |        |
| Cipriani Thorne, Juan Luis                  | Peru                           | 28 de dezembro de 1943 (81 anos e 225 dias)  | Arcebispo emérito de Lima | JPII | Fevereiro 2001                                                                              | CP   |        |
| Cobo Cano, José                             | Espanha                        | 20 de setembro de 1965 (59 anos e 324 dias)  | Arcebispo de Madri | FRA  | Setembro 2023                                                                               | CP   |        |
| Coccopalmerio, Francesco                    | Itália                         | 6 de março de 1938 (87 anos e 157 dias)      | Presidente emérito do Dicastério para os Textos Legislativos | BXVI | Fevereiro 2012 (cardeal-presbítero: 4 de março de 2022)                                     | CP   |        |
| Collins, Thomas Christopher                 | Canadá                         | 16 de janeiro de 1947 (78 anos e 206 dias)   | Arcebispo emérito de Toronto | BXVI | Fevereiro 2012                                                                              | CP   |        |
| Comastri, Angelo                            | Itália                         | 17 de setembro de 1943 (81 anos e 327 dias)  | Arcipreste emérito da Basílica de São Pedro Vigário-geral emérito para o Estado da Cidade do Vaticano Presidente emérito da Fábrica de São Pedro                                       | BXVI | Novembro 2007 (cardeal-presbítero: 19 de maio de 2018)                                      | CP   |        |
| Costa, Paulo Cezar                          | Brasil                         | 20 de julho de 1967 (58 anos e 21 dias)      | Arcebispo de Brasília | FRA  | Agosto 2022                                                                                 | CP   |        |
| Coutts, Joseph                              | Paquistão                      | 21 de julho de 1945 (80 anos e 20 dias)      | Arcebispo emérito de Carachi | FRA  | Junho 2018                                                                                  | CP   |        |
| Cupich, Blase Joseph                        | Estados Unidos                 | 19 de março de 1949 (76 anos e 144 dias)     | Arcebispo de Chicago | FRA  | Novembro 2016                                                                               | CP   |        |
| Czerny, Michael, S.J.                       | Canadá                         | 18 de julho de 1946 (79 anos e 23 dias)      | Secretario do Dicastério para o Serviço do Desenvolvimento Humano Integral | FRA  | Outubro 2019                                                                                | CD   |        |
| D'Rozario, Patrick, C.S.C.                  | Bangladesh                     | 1 de outubro de 1943 (81 anos e 313 dias)    | Arcebispo emérito de Daca | FRA  | Novembro 2016                                                                               | CP   |        |
| da Rocha, Sérgio                            | Brasil                         | 21 de outubro de 1959 (65 anos e 293 dias)   | Arcebispo de Salvador Primaz do Brasil | FRA  | Novembro 2016                                                                               | CP   |        |
| da Silva, Virgílio do Carmo, S.D.B.         | Timor-Leste                    | 27 de novembro de 1967 (57 anos e 256 dias)  | Arcebispo de Díli | FRA  | Agosto 2022                                                                                 | CP   |        |
| Damasceno, Raymundo                         | Brasil                         | 15 de fevereiro de 1937 (88 anos e 176 dias) | Arcebispo emérito de Aparecida | BXVI | Novembro 2010                                                                               | CP   |        |
| Darmaatmadja, Julius Riyadi, S.J.           | Indonésia                      | 20 de dezembro de 1934 (90 anos e 233 dias)  | Arcebispo emérito de Jacarta | JPII | Novembro 1994                                                                               | CP   |        |
| David, Pablo Virgilio Siongco               | Filipinas                      | 2 de março de 1959 (66 anos e 161 dias)      | Bispo de Kalookan | FRA  | Dezembro 2024                                                                               | CP   |        |
| De Donatis, Angelo                          | Itália                         | 4 de janeiro de 1954 (71 anos e 218 dias)    | Penitenciário-mor da Penitenciária Apostólica | FRA  | Junho 2018                                                                                  | CP   |        |
| De Giorgi, Salvatore                        | Itália                         | 6 de setembro de 1930 (94 anos e 338 dias)   | Arcebispo emérito de Palermo | JPII | Fevereiro 1998                                                                              | CP   |        |
| De Kesel, Jozef                             | Bélgica                        | 17 de junho de 1947 (78 anos e 54 dias)      | Arcebispo emérito de Bruxelas | FRA  | Novembro 2016                                                                               | CP   |        |
| Dew, John Atcherley                         | Nova Zelândia                  | 5 de maio de 1948 (77 anos e 97 dias)        | Arcebispo emérito de Wellington | FRA  | Fevereiro 2015                                                                              | CP   |        |
| DiNardo, Daniel                             | Estados Unidos                 | 23 de maio de 1949 (76 anos e 79 dias)       | Arcebispo emérito de Galveston-Houston | BXVI | Novembro 2007                                                                               | CP   |        |
| do Rosário Ferrão, Filipe Neri              | Índia                          | 20 de janeiro de 1953 (72 anos e 202 dias)   | Arcebispo de Goa e Damão | FRA  | Agosto 2022                                                                                 | CP   |        |
| Dolan, Timothy Michael                      | Estados Unidos                 | 6 de fevereiro de 1950 (75 anos e 185 dias)  | Arcebispo de Nova Iorque | BXVI | Fevereiro 2012                                                                              | CP   |        |
| Duka, Dominik, O.P.                         | Chéquia                        | 26 de abril de 1943 (82 anos e 106 dias)     | Arcebispo emérito de Praga | BXVI | Fevereiro 2012                                                                              | CP   |        |
| dos Santos Marto, António Augusto           | Portugal                       | 5 de maio de 1947 (78 anos e 97 dias)        | Bispo emérito de Leiria-Fátima | FRA  | Junho 2018                                                                                  | CP   |        |
| Dziwisz, Stanisław                          | Polónia                        | 27 de abril de 1939 (86 anos e 105 dias)     | Arcebispo emérito de Cracóvia | BXVI | Março 2006                                                                                  | CP   |        |
| Eĳk, Willem Jacobus                         | Países Baixos                  | 22 de junho de 1953 (72 anos e 49 dias)      | Arcebispo de Utreque | BXVI | Fevereiro 2012                                                                              | CP   |        |
| Erdő, Péter                                 | Hungria                        | 25 de junho de 1952 (73 anos e 46 dias)      | Arcebispo de Esztergom-Budapeste | JPII | Outubro 2003                                                                                | CP   |        |
| Errázuriz Ossa, Francisco Javier            | Chile                          | 5 de setembro de 1933 (91 anos e 339 dias)   | Arcebispo emérito de Santiago do Chile | JPII | Fevereiro 2001                                                                              | CP   |        |
| Ezzati Andrello, Ricardo, S.D.B.            | Chile                          | 7 de janeiro de 1942 (83 anos e 215 dias)    | Arcebispo emérito de Santiago do Chile | FRA  | Fevereiro 2014                                                                              | CP   |        |
| Farina, Raffaele, S.D.B.                    | Itália                         | 24 de setembro de 1933 (91 anos e 320 dias)  | Arquivista emérito do Arquivo Apostólico Bibliotecário emérito da Biblioteca Apostólica                                                                                                | BXVI | Novembro 2007 (cardeal-presbítero: 19 de maio de 2018)                                      | CP   |        |
| Farrel, Kevin Joseph                        | Estados Unidos                 | 2 de setembro de 1947 (77 anos e 342 dias)   | Camerlengo Prefeito do Dicastério para os Leigos, a Família e a Vida | FRA  | Novembro 2016                                                                               | CD   |        |
| Fernández, Víctor Manuel                    | Argentina                      | 18 de julho de 1962 (63 anos e 23 dias)      | Prefeito do Dicastério para a Doutrina da Fé | FRA  | Setembro 2023                                                                               | CD   |        |
| Fernández Artime, Ángel, S.D.B.             | Espanha                        | 21 de agosto de 1960 (64 anos e 354 dias)    | Reitor-mor dos Salesianos Pró-prefeito do Dicastério para os Institutos de Vida Consagrada e Sociedades de Vida Apostólica                                                             | FRA  | Setembro 2023                                                                               | CD   |        |
| Feroci, Enrico                              | Itália                         | 27 de agosto de 1940 (84 anos e 348 dias)    | Pároco do Santuário de Nossa Senhora do Divino Amor | FRA  | Novembro 2020                                                                               | CD   |        |
| Filoni, Fernando                            | Itália                         | 15 de abril de 1946 (79 anos e 117 dias)     | Grão-mestre da Ordem Equestre do Santo Sepulcro de Jerusalém | BXVI | Fevereiro 2012 (cardeal-bispo: 28 de junho de 2018)                                         | CB   |        |
| Fitzgerald, Michael Louis, M Afr            | Inglaterra                     | 17 de agosto de 1937 (87 anos e 358 dias)    | Núncio apostólico emérito do Egito | FRA  | Outubro 2019                                                                                | CD   |        |
| Francis, Sebastian                          | Malásia                        | 11 de novembro de 1951 (73 anos e 272 dias)  | Bispo de Penang | FRA  | Setembro 2023                                                                               | CP   |        |
| Frezza, Fortunato                           | Itália                         | 6 de fevereiro de 1942 (83 anos e 185 dias)  | Cônego da Basílica de São Pedro | FRA  | Agosto 2022                                                                                 | CD   |        |
| Gomes Furtado, Arlindo                      | Cabo Verde                     | 15 de novembro de 1949 (75 anos e 268 dias)  | Bispo de Santiago de Cabo Verde | FRA  | Fevereiro 2015                                                                              | CP   |        |
| Gambetti, Mauro, O.F.M.Conv.                | Itália                         | 27 de outubro de 1965 (59 anos e 287 dias)   | Vigário-geral de Sua Santidade para o Estado da Cidade do Vaticano Presidente da Fábrica de São Pedro Arcipreste da Basílica de São Pedro                                              | FRA  | Novembro 2020                                                                               | CD   |        |
| García Rodríguez, Juan                      | Cuba                           | 11 de julho de 1948 (77 anos e 30 dias)      | Arcebispo de Havana | FRA  | Outubro 2019                                                                                | CP   |        |
| Ghirlanda, Gianfranco, S.J.                 | Itália                         | 5 de julho de 1942 (83 anos e 36 dias)       | Reitor emérito da Pontifícia Universidade Gregoriana | FRA  | Agosto 2022                                                                                 | CD   |        |
| Goh Seng Chye, William                      | Singapura                      | 25 de junho de 1957 (68 anos e 46 dias)      | Arcebispo de Singapura | FRA  | Agosto 2022                                                                                 | CP   |        |
| Gracias, Oswald                             | Índia                          | 24 de dezembro de 1944 (80 anos e 229 dias)  | Arcebispo de Bombaim | BXVI | Novembro 2007                                                                               | CP   |        |
| Grech, Mario                                | Malta                          | 20 de fevereiro de 1957 (68 anos e 171 dias) | Secretário-geral do Sínodo dos Bispos | FRA  | Novembro 2020                                                                               | CD   |        |
| Gregory, Wilton Daniel                      | Estados Unidos                 | 7 de dezembro de 1947 (77 anos e 246 dias)   | Arcebispo emérito de Washington | FRA  | Novembro 2020                                                                               | CP   |        |
| Gugerotti, Claudio                          | Itália                         | 7 de outubro de 1955 (69 anos e 307 dias)    | Prefeito do Dicastério para as Igrejas Orientais | FRA  | Setembro 2023                                                                               | CD   |        |
| Harvey, James Michael                       | Estados Unidos                 | 20 de outubro de 1949 (75 anos e 294 dias)   | Arcipreste da Basílica de São Paulo Extramuros | BXVI | Novembro 2012 (cardeal-presbítero: 1 de julho de 2024)                                      | CP   |        |
| Herranz Casado, Julián                      | Espanha                        | 31 de março de 1930 (95 anos e 132 dias)     | Presidente emérito do Dicastério para os Textos Legislativos Presidente emérito da Comissão Disciplinar da Cúria Romana                                                                | JPII | Outubro 2003                                                                                | CP   |        |
| Hollerich, Jean-Claude, S.J.                | Luxemburgo                     | 9 de agosto de 1958 (67 anos e 1 dia)        | Arcebispo de Luxemburgo | FRA  | Outubro 2019                                                                                | CP   |        |
| Jiménez Carvajal, Jorge Enrique, C.I.M.     | Colômbia                       | 29 de março de 1942 (83 anos e 134 dias)     | Arcebispo emérito de Cartagena | FRA  | Agosto 2022                                                                                 | CP   |        |
| Kikuchi, Tarcisius Isao, S.V.D.             | Japão                          | 1 de novembro de 1958 (66 anos e 282 dias)   | Arcebispo de Tóquio | FRA  | Dezembro 2024                                                                               | CP   |        |
| Kambanda, Antoine                           | Ruanda                         | 10 de novembro de 1958 (66 anos e 273 dias)  | Arcebispo de Quigali | FRA  | Novembro 2020                                                                               | CP   |        |
| Kasper, Walter                              | Alemanha                       | 5 de março de 1933 (92 anos e 158 dias)      | Presidente emérito do Dicastério para a Promoção da Unidade dos Cristãos | JPII | Fevereiro 2001 (cardeal-presbítero: 21 de fevereiro de 2011)                                | CP   |        |
| Kitbunchu, Michael Michai                   | Tailândia                      | 25 de janeiro de 1929 (96 anos e 197 dias)   | Protopresbítero Arcebispo emérito de Bangkok | JPII | Fevereiro 1983                                                                              | CP   |        |
| Koovakad, George Jacob                      | Índia                          | 11 de agosto de 1973 (51 anos e 364 dias)    | Prefeito do Dicastério para o Diálogo Inter-Religioso | FRA  | Dezembro 2024                                                                               | CD   |        |
| Koch, Kurt                                  | Suíça                          | 15 de março de 1950 (75 anos e 148 dias)     | Presidente do Dicastério para a Promoção da Unidade dos Cristãos | BXVI | Novembro 2010                                                                               | CP   |        |
| Krajewski, Konrad                           | Polónia                        | 25 de novembro de 1963 (61 anos e 258 dias)  | Esmoleiro Apostólico do Dicastério para o Serviço da Caridade | FRA  | Junho 2018                                                                                  | CD   |        |
| Kovithavanij, Francis Xavier Kriengsak      | Tailândia                      | 27 de junho de 1949 (76 anos e 44 dias)      | Arcebispo emérito de Bangkok | FRA  | Fevereiro 2015                                                                              | CP   |        |
| Kutwa, Jean-Pierre                          | Costa do Marfim                | 22 de dezembro de 1945 (79 anos e 231 dias)  | Arcebispo emérito de Abidjã | FRA  | Fevereiro 2014                                                                              | CP   |        |
| Lacunza Maestrojuán, José, O.A.R.           | Panamá                         | 24 de fevereiro de 1944 (81 anos e 167 dias) | Bispo emérito de David | FRA  | Fevereiro 2015                                                                              | CP   |        |
| Lacroix, Gérald Cyprien                     | Canadá                         | 27 de julho de 1957 (68 anos e 14 dias)      | Arcebispo de Quebec | FRA  | Fevereiro 2014                                                                              | CP   |        |
| Ladaria Ferrer, Luis Francisco, S.J.        | Espanha                        | 19 de abril de 1944 (81 anos e 113 dias)     | Prefeito emérito do Dicastério para a Doutrina da Fé | FRA  | Junho 2018                                                                                  | CD   |        |
| Lajolo, Giovanni                            | Itália                         | 3 de janeiro de 1935 (90 anos e 219 dias)    | Presidente emérito da Pontifícia Comissão para o Estado da Cidade do Vaticano Presidente emérito do Governo do Estado da Cidade do Vaticano                                            | BXVI | Novembro 2007 (cardeal-presbítero: 19 de maio de 2018)                                      | CP   |        |
| Leo, Frank                                  | Canadá                         | 30 de junho de 1971 (54 anos e 41 dias)      | Arcebispo de Toronto | FRA  | Dezembro 2024                                                                               | CP   |        |
| Lojudice, Augusto Paolo                     | Itália                         | 1 de julho de 1964 (61 anos e 40 dias)       | Arcebispo de Siena-Colle di Val d'Elsa-Montalcino | FRA  | Novembro 2020                                                                               | CP   |        |
| Duarte Langa, Júlio                         | Moçambique                     | 27 de outubro de 1927 (97 anos e 287 dias)   | Bispo emérito da Xai-Xai | FRA  | Fevereiro 2015                                                                              | CP   |        |
| Langlois, Chibly                            | Haiti                          | 29 de novembro de 1958 (66 anos e 254 dias)  | Bispo de Les Cayes | FRA  | Fevereiro 2014                                                                              | CP   |        |
| López Rodríguez, Nicolás de Jesús           | República Dominicana           | 31 de outubro de 1936 (88 anos e 283 dias)   | Arcebispo emérito de São Domingos | JPII | Junho 1991                                                                                  | CP   |        |
| López Romero, Cristóbal, S.D.B.             | Espanha                        | 19 de maio de 1952 (73 anos e 83 dias)       | Arcebispo de Rabat | FRA  | Outubro 2019                                                                                | CP   |        |
| Macário do Nascimento Clemente, Manuel José | Portugal                       | 16 de julho de 1948 (77 anos e 25 dias)      | Patriarca emérito de Lisboa | FRA  | Fevereiro 2015                                                                              | CP   |        |
| Maeda, Thomas Aquino Manyo                  | Japão                          | 3 de março de 1949 (76 anos e 160 dias)      | Arcebispo de Osaka-Takamatsu | FRA  | Junho 2018                                                                                  | CP   |        |
| Mafi, Soane Patita Paini                    | Tonga                          | 19 de dezembro de 1961 (63 anos e 234 dias)  | Bispo de Tonga | FRA  | Fevereiro 2015                                                                              | CP   |        |
| Mahony, Roger Michael                       | Estados Unidos                 | 27 de fevereiro de 1936 (89 anos e 164 dias) | Arcebispo emérito de Los Angeles | JPII | Junho 1991                                                                                  | CP   |        |
| Maida, Adam Joseph                          | Estados Unidos                 | 18 de março de 1930 (95 anos e 145 dias)     | Arcebispo emérito de Detroit | JPII | Novembro 1994                                                                               | CP   |        |
| Makrickas, Rolandas                         | Lituânia                       | 31 de janeiro de 1972 (53 anos e 191 dias)   | Arcipreste da Basílica de Santa Maria Maior | FRA  | Dezembro 2024                                                                               | CD   |        |
| Mamberti, Dominique                         | França                         | 7 de março de 1952 (73 anos e 156 dias)      | Prefeito do Supremo Tribunal da Assinatura Apostólica | FRA  | Fevereiro 2015                                                                              | CD   |        |
| Mangkhanekhoun, Louis-Marie Ling            | Laos                           | 8 de abril de 1944 (81 anos e 124 dias)      | Vigário Apostólico de Paksé | FRA  | Junho 2017                                                                                  | CP   |        |
| Marchetto, Agostino                         | Itália                         | 28 de agosto de 1940 (84 anos e 347 dias)    | Secretário emérito do Pontifício Conselho para a Pastoral dos Migrantes e Itinerantes                                                                                                  | FRA  | Setembro 2023                                                                               | CD   |        |
| Marengo, Giorgio, I.M.C.                    | Mongólia                       | 7 de junho de 1974 (51 anos e 64 dias)       | Prefeito Apostólico de Ulã Bator | FRA  | Agosto 2022                                                                                 | CP   |        |
| Martínez Flores, Adalberto                  | Paraguai                       | 8 de julho de 1951 (74 anos e 33 dias)       | Arcebispo de Assunção | FRA  | Agosto 2022                                                                                 | CP   |        |
| Martínez Sistach, Lluís                     | Espanha                        | 29 de abril de 1937 (88 anos e 103 dias)     | Arcebispo emérito de Barcelona | BXVI | Novembro 2007                                                                               | CP   |        |
| Marx, Reinhard                              | Alemanha                       | 21 de setembro de 1953 (71 anos e 323 dias)  | Arcebispo de Munique e Freising | BXVI | Novembro 2010                                                                               | CP   |        |
| Mathieu, Dominique Joseph, O.F.M.Conv.      | Irão                           | 13 de junho de 1963 (62 anos e 58 dias)      | Arcebispo de Teerã-Isfahan | FRA  | Dezembro 2024                                                                               | CP   |        |
| McElroy, Robert Walter                      | Estados Unidos                 | 5 de fevereiro de 1954 (71 anos e 186 dias)  | Arcebispo de Washington | FRA  | Agosto 2022                                                                                 | CP   |        |
| Menichelli, Edoardo                         | Itália                         | 14 de outubro de 1939 (85 anos e 300 dias)   | Arcebispo emérito de Ancona-Osimo | FRA  | Fevereiro 2015                                                                              | CP   |        |
| Miglio, Arrigo                              | Itália                         | 18 de julho de 1942 (83 anos e 23 dias)      | Arcebispo emérito de Cagliari | FRA  | Agosto 2022                                                                                 | CP   |        |
| Montenegro, Francesco                       | Itália                         | 22 de maio de 1946 (79 anos e 80 dias)       | Arcebispo emérito de Agrigento | FRA  | Fevereiro 2015                                                                              | CP   |        |
| Monteiro de Castro, Manuel                  | Portugal                       | 29 de março de 1938 (87 anos e 134 dias)     | Penitenciário-mor emérito da Penitenciária Apostólica | BXVI | Fevereiro 2012 (cardeal-presbítero: 1 de julho de 2024)                                     | CP   |        |
| Monterisi, Francesco                        | Itália                         | 28 de maio de 1934 (91 anos e 74 dias)       | Arcipreste emérito da Basílica de São Paulo Fora dos Muros | BXVI | Novembro 2010                                                                               | CP   |        |
| Mulla, Stephen Ameyu Martin                 | Sudão                          | 10 de janeiro de 1964 (61 anos e 212 dias)   | Arcebispo de Juba | FRA  | Setembro 2023                                                                               | CP   |        |
| Müller, Gerhard Ludwig                      | Alemanha                       | 31 de dezembro de 1947 (77 anos e 222 dias)  | Prefeito emérito do Dicastério para a Doutrina da Fé | FRA  | Fevereiro 2014 (cardeal-presbítero: 4 de março de 2022)                                     | CP   |        |
| Mureșan, Lucian                             | Roménia                        | 23 de maio de 1931 (94 anos e 79 dias)       | Arcebispo maior de Făgăraş e Alba Iulia (Igreja Greco-Católica Romena unida com Roma)                                                                                                  | BXVI | Fevereiro 2012                                                                              | CP   |        |
| Napier, Wilfrid Fox, O.F.M.                 | África do Sul                  | 8 de março de 1941 (84 anos e 155 dias)      | Arcebispo emérito de Durban | JPII | Fevereiro 2001                                                                              | CP   |        |
| Német, László, S.V.D.                       | Sérvia                         | 7 de setembro de 1956 (68 anos e 337 dias)   | Arcebispo de Belgrado | FRA  | Dezembro 2024                                                                               | CP   |        |
| Nguyễn Văn Nhơn, Pierre                     | Vietname                       | 1 de abril de 1938 (87 anos e 131 dias)      | Arcebispo emérito de Hanói | FRA  | Fevereiro 2015                                                                              | CP   |        |
| Nichols, Vincent                            | Inglaterra                     | 8 de novembro de 1945 (79 anos e 275 dias)   | Arcebispo de Westminster | FRA  | Fevereiro 2014                                                                              | CP   |        |
| Njue, John                                  | Quênia                         | 1 de janeiro de 1946 (79 anos e 221 dias)    | Arcebispo emérito de Nairóbi | BXVI | Novembro 2007                                                                               | CP   |        |
| Nzapalainga, Dieudonné, C.S.Sp.             | República Centro-Africana      | 14 de março de 1967 (58 anos e 149 dias)     | Arcebispo de Bangui | FRA  | Novembro 2016                                                                               | CP   |        |
| Nycz, Kazimierz                             | Polónia                        | 1 de fevereiro de 1950 (75 anos e 190 dias)  | Arcebispo emérito de Varsóvia | BXVI | Novembro 2010                                                                               | CP   |        |
| O'Brien, Edwin Frederick                    | Estados Unidos                 | 8 de abril de 1939 (86 anos e 124 dias)      | Grão-mestre da Ordem Equestre do Santo Sepulcro de Jerusalém | BXVI | Fevereiro 2012 (cardeal-presbítero: 4 de março de 2022)                                     | CP   |        |
| Okogie, Anthony Olubumni                    | Nigéria                        | 16 de junho de 1936 (89 anos e 55 dias)      | Arcebispo emérito de Lagos | JPII | Outubro 2003                                                                                | CP   |        |
| Okpaleke, Peter Ebere                       | Nigéria                        | 1 de março de 1963 (62 anos e 162 dias)      | Bispo de Ekwulobia | FRA  | Agosto 2022                                                                                 | CP   |        |
| O'Malley, Sean Patrick, O.F.M.Cap.          | Estados Unidos                 | 29 de junho de 1944 (81 anos e 42 dias)      | Arcebispo emérito de Boston | BXVI | Março 2006                                                                                  | CP   |        |
| Omella Omella,Juan José                     | Espanha                        | 21 de abril de 1946 (79 anos e 111 dias)     | Arcebispo de Barcelona | FRA  | Junho 2017                                                                                  | CP   |        |
| Onaiyekan, John Olorunfemi                  | Nigéria                        | 29 de janeiro de 1944 (81 anos e 193 dias)   | Arcebispo emérito de Abuja | BXVI | Novembro 2012                                                                               | CP   |        |
| Osoro Sierra, Carlos                        | Espanha                        | 16 de maio de 1945 (80 anos e 86 dias)       | Arcebispo emérito de Madri | FRA  | Novembro 2016                                                                               | CP   |        |
| Padrón Sánchez, Diego Rafael                | Venezuela                      | 17 de agosto de 1939 (85 anos e 358 dias)    | Arcebispo emérito de Cumaná | FRA  | Setembro 2023                                                                               | CP   |        |
| Parolin, Pietro                             | Itália                         | 17 de janeiro de 1955 (70 anos e 205 dias)   | Secretário de Estado da Santa Sé | FRA  | Fevereiro 2014 (cardeal-bispo: 28 de junho de 2018)                                         | CB   |        |
| Patabendige Don, Albert Malcolm Ranjuth     | Sri Lanka                      | 15 de novembro de 1947 (77 anos e 268 dias)  | Arcebispo de Colombo | BXVI | Novembro 2010                                                                               | CP   |        |
| Pengo, Polycarp                             | Tanzânia                       | 5 de agosto de 1944 (81 anos e 5 dias)       | Arcebispo emérito de Dar-es-Salaam | JPII | Fevereiro 1998                                                                              | CP   |        |
| Petrocchi, Giuseppe                         | Itália                         | 19 de agosto de 1948 (76 anos e 356 dias)    | Arcebispo emérito de L’Aquila | FRA  | Junho 2018                                                                                  | CP   |        |
| Phạm Minh Mẫn, Jean-Baptiste                | Vietname                       | 5 de março de 1934 (91 anos e 158 dias)      | Arcebispo emérito de Ho Chi Minh | JPII | Outubro 2003                                                                                | CP   |        |
| Piacenza, Mauro                             | Itália                         | 15 de setembro de 1944 (80 anos e 329 dias)  | Penitenciário-mor emérito da Penitenciária Apostólica | BXVI | Novembro 2010                                                                               | CP   |        |
| Piat, Maurice, C.S.Sp.                      | Ilhas Maurícias                | 19 de julho de 1941 (84 anos e 22 dias)      | Bispo de Porto Luís | FRA  | Novembro 2016                                                                               | CP   |        |
| Pierre, Christophe                          | França                         | 30 de janeiro de 1946 (79 anos e 192 dias)   | Núncio apostólico nos Estados Unidos | FRA  | Setembro 2023                                                                               | CD   |        |
| Pizzaballa, Pierbattista, O.F.M.            | Israel                         | 21 de abril de 1965 (60 anos e 111 dias)     | Patriarca latino de Jerusalém | FRA  | Setembro 2023                                                                               | CP   |        |
| Poli, Mario Aurelio                         | Argentina                      | 29 de novembro de 1947 (77 anos e 254 dias)  | Arcebispo emérito de Buenos Aires | FRA  | Fevereiro 2014                                                                              | CP   |        |
| Poola, Anthony                              | Índia                          | 15 de novembro de 1961 (63 anos e 268 dias)  | Arcebispo de Hyderabad | FRA  | Agosto 2022                                                                                 | CP   |        |
| Porras Cardozo, Baltazar Enrique            | Venezuela                      | 10 de outubro de 1944 (80 anos e 304 dias)   | Arcebispo emérito de Mérida | FRA  | Novembro 2016                                                                               | CP   |        |
| Poupard, Paul                               | França                         | 30 de agosto de 1930 (94 anos e 345 dias)    | Presidente emérito do Pontifício Conselho para a Cultura | JPII | Maio 1985                                                                                   | CP   |        |
| Pujāts, Jānis                               | Letónia                        | 14 de novembro de 1930 (94 anos e 269 dias)  | Arcebispo emérito de Riga | JPII | Fevereiro 1998                                                                              | CP   |        |
| Puljić, Vinko                               | Bósnia e Herzegovina           | 8 de setembro de 1945 (79 anos e 336 dias)   | Arcebispo emérito de Sarajevo | JPII | Novembro 1994                                                                               | CP   |        |
| Ouédraogo, Philippe                         | Burquina Fasso                 | 31 de dezembro de 1945 (79 anos e 222 dias)  | Arcebispo emérito de Uagadugu | FRA  | Fevereiro 2014                                                                              | CP   |        |
| Ouellet, Marc, P.S.S.                       | Canadá                         | 8 de junho de 1944 (81 anos e 63 dias)       | Prefeito emérito do Dicastério para os Bispos | JPII | Outubro 2003 (cardeal-bispo: 28 de junho de 2018)                                           | CB   |        |
| Quevedo, Orlando Beltran, O.M.I.            | Filipinas                      | 11 de março de 1939 (86 anos e 152 dias)     | Arcebispo emérito de Cotabato | FRA  | Fevereiro 2014                                                                              | CP   |        |
| Radcliffe, Timothy, O.P.                    | Inglaterra                     | 22 de agosto de 1945 (79 anos e 353 dias)    | Mestre-geral emérito da Ordem dos Pregadores | FRA  | Dezembro 2024                                                                               | CD   |        |
| Raï, Béchara Pierre                         | Líbano                         | 25 de fevereiro de 1940 (85 anos e 166 dias) | Patriarca católico maronita de Antioquia | BXVI | Novembro 2012                                                                               | CB   |        |
| Ramazzini Imeri, Álvaro Leonel              | Guatemala                      | 16 de julho de 1947 (78 anos e 25 dias)      | Bispo de Huehuetenango | FRA  | Outubro 2019                                                                                | CP   |        |
| Ravasi, Gianfranco                          | Itália                         | 18 de outubro de 1942 (82 anos e 296 dias)   | Presidente emérito do Pontifício Conselho para a Cultura | BXVI | Novembro 2010                                                                               | CP   |        |
| Re, Giovanni Battista                       | Itália                         | 30 de janeiro de 1934 (91 anos e 192 dias)   | Decano do Colégio dos Cardeais Bispo de Óstia Prefeito emérito do Dicastério para os Bispos                                                                                            | JPII | Fevereiro 2001 (cardeal-bispo: 1 de outubro de 2002)                                        | CB   |        |
| Reina, Baldassare                           | Itália                         | 26 de novembro de 1970 (54 anos e 257 dias)  | Vigário-geral de Sua Santidade para a Diocese de Roma | FRA  | Dezembro 2024 (cardeal-presbítero: 1 de julho de 2024)                                      | CP   |        |
| Repole, Roberto                             | Itália                         | 28 de janeiro de 1967 (58 anos e 194 dias)   | Arcebispo de Turim | FRA  | Dezembro 2024                                                                               | CP   |        |
| Ribat, John, M.S.C.                         | Papua-Nova Guiné               | 9 de fevereiro de 1957 (68 anos e 182 dias)  | Arcebispo de Port Moresby | FRA  | Novembro 2016                                                                               | CP   |        |
| Ricard, Jean-Pierre Bernard                 | França                         | 25 de setembro de 1944 (80 anos e 319 dias)  | Arcebispo emérito de Bordeaux | BXVI | Março 2006                                                                                  | CP   |        |
| Rigali, Justin Francis                      | Estados Unidos                 | 19 de abril de 1935 (90 anos e 113 dias)     | Arcebispo emérito de Filadélfia | JPII | Outubro 2003                                                                                | CP   |        |
| Rivera Carrera, Norberto                    | México                         | 6 de junho de 1942 (83 anos e 65 dias)       | Arcebispo emérito de Cidade do México | JPII | Fevereiro 1998                                                                              | CP   |        |
| Robles Ortega, Francisco                    | México                         | 2 de março de 1949 (76 anos e 161 dias)      | Arcebispo de Guadalajara | BXVI | Novembro 2007                                                                               | CP   |        |
| Roche, Arthur                               | Inglaterra                     | 6 de março de 1950 (75 anos e 157 dias)      | Prefeito do Dicastério para o Culto Divino e Disciplina dos Sacramentos | FRA  | Agosto 2022                                                                                 | CD   |        |
| Rodé, Franc, C.M.                           | Eslovênia                      | 23 de setembro de 1934 (90 anos e 321 dias)  | Prefeito emérito do Dicastério para os Institutos de Vida Consagrada e Sociedades de Vida Apostólica                                                                                   | BXVI | Março 2006 (cardeal-presbítero: 20 de junho de 2016)                                        | CP   |        |
| Rodríguez Maradiaga, Oscar Andrés, S.D.B.   | Honduras                       | 29 de dezembro de 1942 (82 anos e 224 dias)  | Arcebispo emérito de Tegucigalpa | JPII | Fevereiro 2001                                                                              | CP   |        |
| Romeo, Paolo                                | Itália                         | 20 de fevereiro de 1938 (87 anos e 171 dias) | Arcebispo emérito de Palermo | BXVI | Novembro 2010                                                                               | CP   |        |
| Rosa Chávez, Gregorio                       | El Salvador                    | 3 de setembro de 1942 (82 anos e 341 dias)   | Bispo auxiliar emérito de San Salvador | FRA  | Junho 2017                                                                                  | CP   |        |
| Rosales, Gaudencio                          | Filipinas                      | 10 de agosto de 1932 (93 anos e 0 dias)      | Arcebispo emérito de Manila | BXVI | Março 2006                                                                                  | CP   |        |
| Rossi, Ángel Sixto, S.J.                    | Argentina                      | 11 de agosto de 1958 (66 anos e 364 dias)    | Arcebispo de Córdova | FRA  | Setembro 2023                                                                               | CP   |        |
| Rouco Varela, Antonio María                 | Espanha                        | 24 de agosto de 1936 (88 anos e 351 dias)    | Arcebispo emérito de Madri | JPII | Fevereiro 1998                                                                              | CP   |        |
| Rueda Aparicio, Luis José                   | Equador                        | 3 de março de 1962 (63 anos e 160 dias)      | Arcebispo de Bogotá | FRA  | Setembro 2023                                                                               | CP   |        |
| Rugambwa, Protase                           | Tanzânia                       | 31 de maio de 1960 (65 anos e 71 dias)       | Arcebispo de Tabora | FRA  | Setembro 2023                                                                               | CP   |        |
| Ruini, Camillo                              | Itália                         | 19 de fevereiro de 1931 (94 anos e 172 dias) | Cardeal vigário-geral emérito de Sua Santidade para a Diocese de Roma Presidente emérito da Peregrinatio ad Petri Sedem                                                                | JPII | Junho 1991                                                                                  | CP   |        |
| Ryłko, Stanisław                            | Polónia                        | 4 de julho de 1945 (80 anos e 37 dias)       | Arcipreste emérito da Basílica de Santa Maria Maior | BXVI | Novembro 2007 (cardeal-presbítero: 19 de maio de 2018)                                      | CP   |        |
| Ryś, Grzegorz                               | Polónia                        | 9 de fevereiro de 1964 (61 anos e 182 dias)  | Arcebispo de Łódź | FRA  | Setembro 2023                                                                               | CP   |        |
| Sako, Louis Raphaël I                       | Iraque                         | 4 de julho de 1948 (77 anos e 37 dias)       | Patriarca Caldeu de Bagdá | FRA  | Junho 2018                                                                                  | CB   |        |
| Salazar Gómez, Rubén                        | Colômbia                       | 22 de setembro de 1942 (82 anos e 322 dias)  | Arcebispo emérito de Bogotá | BXVI | Novembro 2012                                                                               | CP   |        |
| Sandoval Iñiguez, Juan                      | México                         | 28 de março de 1933 (92 anos e 135 dias)     | Arcebispo emérito de Guadalajara | JPII | Novembro 1994                                                                               | CP   |        |
| Sandri, Leonardo                            | Argentina                      | 18 de novembro de 1943 (81 anos e 265 dias)  | Vice-decano do Colégio dos Cardeais Prefeito emérito do Dicastério para as Igrejas Orientais                                                                                           | BXVI | Novembro 2007 (cardeal-presbítero: 19 de maio de 2018) (cardeal-bispo: 28 de junho de 2018) | CB   |        |
| Sarah, Robert                               | Guiné                          | 15 de junho de 1945 (80 anos e 56 dias)      | Presidente emérito do Pontifício Conselho Cor Unum | BXVI | Novembro 2010                                                                               | CP   |        |
| Saraiva Martins, José, C.M.F.               | Portugal                       | 6 de janeiro de 1932 (93 anos e 216 dias)    | Prefeito emérito do Dicastério para as Causas dos Santos | JPII | Fevereiro 2001 (cardeal-bispo: 24 de fevereiro de 2009)                                     | CB   |        |
| Sarr, Théodore-Adrien                       | Senegal                        | 28 de novembro de 1936 (88 anos e 255 dias)  | Arcebispo emérito de Dacar | BXVI | Novembro 2007                                                                               | CP   |        |
| Scherer, Odilo Pedro                        | Brasil                         | 21 de setembro de 1949 (75 anos e 323 dias)  | Arcebispo de São Paulo | BXVI | Novembro 2007                                                                               | CP   |        |
| Schönborn, Christoph, O.P.                  | Áustria                        | 22 de janeiro de 1945 (80 anos e 200 dias)   | Arcebispo emérito de Viena | JPII | Fevereiro 1998                                                                              | CP   |        |
| Scola, Angelo                               | Itália                         | 7 de novembro de 1941 (83 anos e 276 dias)   | Arcebispo emérito de Milão | JPII | Outubro 2003                                                                                | CP   |        |
| Semeraro, Marcello                          | Itália                         | 22 de dezembro de 1947 (77 anos e 231 dias)  | Prefeito do Dicastério para as Causas dos Santos | FRA  | Novembro 2020                                                                               | CD   |        |
| Sepe, Crescenzio                            | Itália                         | 2 de junho de 1943 (82 anos e 69 dias)       | Arcebispo emérito de Nápoles | JPII | Fevereiro 2001                                                                              | CP   |        |
| Simoni, Ernst                               | Albânia                        | 18 de outubro de 1928 (96 anos e 296 dias)   | Arcebispo de Escodra-Pult | FRA  | Novembro 2016                                                                               | CD   |        |
| Souraphiel, Berhaneyesus, C.M.              | Etiópia                        | 14 de julho de 1948 (77 anos e 27 dias)      | Arcebispo de Adis Abeba | FRA  | Fevereiro 2015                                                                              | CP   |        |
| Spengler, Jaime, O.F.M.                     | Brasil                         | 6 de setembro de 1960 (64 anos e 338 dias)   | Arcebispo de Porto Alegre | FRA  | Dezembro 2024                                                                               | CP   |        |
| Stafford, James Francis                     | Estados Unidos                 | 26 de julho de 1932 (93 anos e 15 dias)      | Penitenciário-mor emérito | JPII | Fevereiro 1998 (cardeal-presbítero: 1 de março de 2008)                                     | CP   |        |
| Steiner, Leonardo Ulrich, O.F.M.            | Brasil                         | 6 de novembro de 1950 (74 anos e 277 dias)   | Arcebispo de Manaus | FRA  | Agosto 2022                                                                                 | CP   |        |
| Stella, Beniamino                           | Itália                         | 18 de agosto de 1941 (83 anos e 357 dias)    | Prefeito emérito do Dicastério para o Clero | FRA  | Fevereiro 2014 (cardeal-bispo: 1 de maio de 2020)                                           | CB   |        |
| Sturla Berhouet, Daniel, S.D.B.             | Uruguai                        | 4 de julho de 1959 (66 anos e 37 dias)       | Arcebispo de Montevidéu | FRA  | Fevereiro 2014                                                                              | CP   |        |
| Suárez Inda, Alberto                        | México                         | 30 de janeiro de 1939 (86 anos e 192 dias)   | Arcebispo emérito de Morelia | FRA  | Fevereiro 2015                                                                              | CP   |        |
| Suharyo Hardjoatmodjo, Ignatius             | Indonésia                      | 9 de julho de 1950 (75 anos e 32 dias)       | Arcebispo de Jacarta Ordinário militar emérito da Indonésia | FRA  | Outubro 2019                                                                                | CP   |        |
| Tagle, Luis Antonio                         | Filipinas                      | 21 de junho de 1957 (68 anos e 50 dias)      | Prefeito da Congregação para a Evangelização dos Povos | BXVI | Novembro 2012 (cardeal-bispo: 1 de maio de 2020)                                            | CB   |        |
| Tamkevičius, Sigitas, S.J.                  | Lituânia                       | 7 de novembro de 1938 (86 anos e 276 dias)   | Arcebispo emérito da Kaunas | FRA  | Outubro 2019                                                                                | CP   |        |
| Tempesta, Orani João, O.Cist.               | Brasil                         | 23 de junho de 1950 (75 anos e 48 dias)      | Arcebispo de São Sebastião do Rio de Janeiro | FRA  | Fevereiro 2014                                                                              | CP   |        |
| Thottunkal, Baselios Cleemis                | Índia                          | 15 de junho de 1959 (66 anos e 56 dias)      | Arcebispo maior de Trivandrum da Igreja Católica Siro-Malancar | BXVI | Novembro 2012                                                                               | CP   |        |
| Ticona Porco, Toribio                       | Bolívia                        | 25 de abril de 1937 (88 anos e 107 dias)     | Prelato emérito de Corocoro | FRA  | Junho 2018                                                                                  | CP   |        |
| Tobin, Joseph William, C.Ss.R.              | Estados Unidos                 | 5 de março de 1952 (73 anos e 158 dias)      | Arcebispo de Newark | FRA  | Novembro 2016                                                                               | CP   |        |
| Tomasi, Silvano Maria, C.S.                 | Itália                         | 12 de outubro de 1940 (84 anos e 302 dias)   | Observador Permanente emérito da Santa Sé junto às Nações Unidas em Genebra | FRA  | Novembro 2020                                                                               | CD   |        |
| Tong Hon, John                              | Hong Kong                      | 31 de julho de 1939 (86 anos e 10 dias)      | Bispo de Hong Kong, região especial administrativa de Hong Kong, República Popular da China                                                                                            | BXVI | Fevereiro 2012                                                                              | CP   |        |
| Tsarahazana, Désiré                         | Madagáscar                     | 13 de junho de 1954 (71 anos e 58 dias)      | Arcebispo de Toamasina | FRA  | Junho 2018                                                                                  | CP   |        |
| Tscherrig, Emil Paul                        | Suíça                          | 3 de fevereiro de 1947 (78 anos e 188 dias)  | Núncio apostólico emérito na Itália | FRA  | Setembro 2023                                                                               | CD   |        |
| Turkson, Peter Kodwo Appiah                 | Gana                           | 11 de outubro de 1948 (76 anos e 303 dias)   | Presidente emérito do Pontifício Conselho Justiça e Paz | JPII | Outubro 2003                                                                                | CP   |        |
| Vallini, Agostino                           | Itália                         | 17 de abril de 1940 (85 anos e 115 dias)     | Cardeal vigário-geral emérito de Sua Santidade para a Diocese de Roma Arcipreste emérito da Arquibasílica de São João de Latrão Magno Chanceler da Pontifícia Universidade Lateranense | BXVI | Março 2006 (cardeal-presbítero: 24 de fevereiro de 2009)                                    | CP   |        |
| Vegliò, Antonio Maria                       | Itália                         | 3 de fevereiro de 1938 (87 anos e 188 dias)  | Presidente emérito do Pontifício Conselho para a Pastoral dos Migrantes e Itinerantes                                                                                                  | BXVI | Fevereiro 2012 (cardeal-presbítero: 4 de março de 2022)                                     | CP   |        |
| Vérgez Alzaga, Fernando, L.C.               | Espanha                        | 1 de março de 1945 (80 anos e 162 dias)      | Presidente emérito da Pontifícia Comissão para o Estado da Cidade do Vaticano Presidente emérito do Governo da Cidade do Vaticano                                                      | FRA  | Novembro 2020                                                                               | CD   |        |
| Versaldi, Giuseppe                          | Itália                         | 30 de julho de 1943 (82 anos e 11 dias)      | Presidente emérito da Congregação para a Educação Católica | BXVI | Fevereiro 2012 (cardeal-presbítero: 4 de março de 2022)                                     | CP   |        |
| Vesco, Jean-Paul, O.P.                      | Argélia                        | 10 de março de 1962 (63 anos e 153 dias)     | Arcebispo de Argel | FRA  | Dezembro 2024                                                                               | CP   |        |
| Villalba, Luis Héctor                       | Argentina                      | 11 de outubro de 1934 (90 anos e 303 dias)   | Arcebispo emérito de Tucumã | FRA  | Fevereiro 2015                                                                              | CP   |        |
| Wamala, Emmanuel                            | Uganda                         | 15 de dezembro de 1926 (98 anos e 238 dias)  | Arcebispo emérito de Campala | JPII | Novembro 1994                                                                               | CP   |        |
| Woelki, Rainer Maria                        | Alemanha                       | 18 de agosto de 1956 (68 anos e 357 dias)    | Arcebispo de Colônia | BXVI | Fevereiro 2012                                                                              | CP   |        |
| Wetter, Friedrich                           | Alemanha                       | 20 de fevereiro de 1928 (97 anos e 171 dias) | Arcebispo emérito de Munique e Freising | JPII | Maio 1985                                                                                   | CP   |        |
| Wuerl, Donald William                       | Estados Unidos                 | 12 de novembro de 1940 (84 anos e 271 dias)  | Arcebispo emérito de Washington | BXVI | Novembro 2010                                                                               | CP   |        |
| Yeom Soo-jung, Andrew                       | Coreia do Sul                  | 5 de dezembro de 1943 (81 anos e 248 dias)   | Arcebispo emérito de Seul | FRA  | Fevereiro 2014                                                                              | CP   |        |
| You Heung-sik, Lazarus                      | Coreia do Sul                  | 17 de novembro de 1951 (73 anos e 266 dias)  | Prefeito do Dicastério para o Clero | FRA  | Agosto 2022                                                                                 | CD   |        |
| Zen Ze-Kiun, Joseph, S.D.B.                 | Hong Kong                      | 13 de janeiro de 1932 (93 anos e 209 dias)   | Bispo emérito de Hong Kong, região especial administrativa de Hong Kong, República Popular da China                                                                                    | BXVI | Março 2006                                                                                  | CP   |        |
| Zenari, Mario                               | Itália                         | 5 de janeiro de 1946 (79 anos e 217 dias)    | Nuncio apostólico na Síria | FRA  | Novembro 2016                                                                               | CD   |        |
| Zerbo, Jean                                 | Mali                           | 27 de dezembro de 1943 (81 anos e 226 dias)  | Arcebispo emérito de Bamaco | FRA  | Junho 2017                                                                                  | CP   |        |
| Zubeir Wako, Gabriel                        | Sudão                          | 27 de fevereiro de 1941 (84 anos e 164 dias) | Arcebispo emérito de Cartum | JPII | Outubro 2003                                                                                | CP   |        |
| Zuppi, Matteo Maria                         | Itália                         | 11 de outubro de 1955 (69 anos e 303 dias)   | Arcebispo de Bolonha | FRA  | Outubro 2019                                                                                | CP   |        |

### Cardeais com mais de 79 anos
Estes são os cardeais com mais de 79 anos, ou seja, eleitores, mas próximos de se tornarem não eleitores.
| Nome                       | País                 | Nascimento                                  | Funções ou títulos atuais                                                  | Papa | Consistório                                         | O.C. | Brasão |
| -------------------------- | -------------------- | ------------------------------------------- | -------------------------------------------------------------------------- | ---- | --------------------------------------------------- | ---- | ------ |
| Radcliffe, Timothy, O.P.   | Inglaterra           | 22 de agosto de 1945 (79 anos e 353 dias)   | Mestre-geral emérito da Ordem dos Pregadores                               | FRA  | Dezembro 2024                                       | CD   |        |
| Puljić, Vinko              | Bósnia e Herzegovina | 8 de setembro de 1945 (79 anos e 336 dias)  | Arcebispo emérito de Sarajevo                                              | JPII | Novembro 1994                                       | CP   |        |
| Cañizares Llovera, Antonio | Espanha              | 10 de outubro de 1945 (79 anos e 304 dias)  | Arcebispo emérito de Valência                                              | BXVI | Março 2006                                          | CP   |        |
| Nichols, Vincent           | Inglaterra           | 8 de novembro de 1945 (79 anos e 275 dias)  | Arcebispo de Westminster                                                   | FRA  | Fevereiro 2014                                      | CP   |        |
| Kutwa, Jean-Pierre         | Costa do Marfim      | 22 de dezembro de 1945 (79 anos e 231 dias) | Arcebispo emérito de Abidjã                                                | FRA  | Fevereiro 2014                                      | CP   |        |
| Ouédraogo, Philippe        | Burquina Fasso       | 31 de dezembro de 1945 (79 anos e 222 dias) | Arcebispo emérito de Uagadugu                                              | FRA  | Fevereiro 2014                                      | CP   |        |
| Njue, John                 | Quênia               | 1 de janeiro de 1946 (79 anos e 221 dias)   | Arcebispo emérito de Nairóbi                                               | BXVI | Novembro 2007                                       | CP   |        |
| Zenari, Mario              | Itália               | 5 de janeiro de 1946 (79 anos e 217 dias)   | Nuncio apostólico na Síria                                                 | FRA  | Novembro 2016                                       | CD   |        |
| Pierre, Christophe         | França               | 30 de janeiro de 1946 (79 anos e 192 dias)  | Núncio apostólico nos Estados Unidos                                       | FRA  | Setembro 2023                                       | CD   |        |
| Filoni, Fernando           | Itália               | 15 de abril de 1946 (79 anos e 117 dias)    | Grão-mestre da Ordem Equestre do Santo Sepulcro de Jerusalém               | BXVI | Fevereiro 2012 (cardeal-bispo: 28 de junho de 2018) | CB   |        |
| Omella Omella,Juan José    | Espanha              | 21 de abril de 1946 (79 anos e 111 dias)    | Arcebispo de Barcelona                                                     | FRA  | Junho 2017                                          | CP   |        |
| Montenegro, Francesco      | Itália               | 22 de maio de 1946 (79 anos e 80 dias)      | Arcebispo emérito de Agrigento                                             | FRA  | Fevereiro 2015                                      | CP   |        |
| Czerny, Michael, S.J.      | Canadá               | 18 de julho de 1946 (79 anos e 23 dias)     | Secretario do Dicastério para o Serviço do Desenvolvimento Humano Integral | FRA  | Outubro 2019                                        | CD   |        |

## Número de cardeais por ordem religiosa
| Ordem                                            | Abrev.       | Eleitores | Não eleitores | Total | Cardeais Os cardeais não elegíveis para votar são exibidos em itálico |
| ------------------------------------------------ | ------------ | --------- | ------------- | ----- | --- |
| Salesianos                                       | S.D.B.       | 5         | 5             | 10    | Virgílio do Carmo da Silva, Ángel Fernández Artime, Daniel Sturla Berhouet, Cristóbal López Romero, Charles Maung Bo, Óscar Rodríguez Maradiaga, Ricardo Ezzati Andrello, Tarcisio Bertone, Raffaele Farina, Joseph Zen Ze-kiun |
| Jesuítas                                         | S.J.         | 4         | 5             | 9     | Stephen Chow Sau-yan, Ángel Sixto Rossi, Jean-Claude Hollerich, Michael Czerny, Luis Francisco Ladaria Ferrer, Pedro Ricardo Barreto Jimeno, Gianfranco Ghirlanda, Sigitas Tamkevičius, Julius Riyadi Darmaatmadja              |
| Franciscanos                                     | O.F.M.       | 4         | 1             | 5     | Pierbattista Pizzaballa, Jaime Spengler, Luis Gerardo Cabrera Herrera, Leonardo Ulrich Steiner, Wilfrid Fox Napier |
| Capuchinhos                                      | O.F.M.Cap.   | 1         | 3             | 4     | Fridolin Ambongo Besungu, Celestino Aós Braco, Sean Patrick O'Malley, Raniero Cantalamessa |
| Dominicanos                                      | O.P.         | 2         | 2             | 4     | Jean-Paul Vesco, Timothy Radcliffe, Christoph Schönborn, Dominik Duka |
| Conventuais                                      | O.F.M.Conv.  | 3         | -             | 3     | François-Xavier Bustillo, Mauro Gambetti, Dominique Joseph Mathieu |
| Lazaristas                                       | C.M.         | 2         | 1             | 3     | Vicente Bokalic Iglic, Berhaneyesus Souraphiel, Franc Rodé |
| Espiritanos                                      | C.S.Sp.      | 2         | -             | 2     | Dieudonné Nzapalainga, Maurice Piat |
| Missionários do Verbo Divino                     | S.V.D.       | 2         | -             | 2     | Tarcisius Isao Kikuchi, László Német |
| Redentoristas                                    | C.Ss.R.      | 2         | -             | 2     | Mykola Bychok, Joseph William Tobin |
| Escalabrinianos                                  | C.S.         | 1         | 1             | 2     | Fabio Baggio, Silvano Maria Tomasi |
| Claretianos                                      | C.M.F.       | -         | 2             | 2     | José Saraiva Martins, Aquilino Bocos Merino |
| Cistercienses                                    | O.Cist.      | 1         | -             | 1     | Orani Tempesta |
| Institutos Seculares Pio X                       | I.S.P.X.     | 1         | -             | 1     | Gérald Cyprien Lacroix |
| Missionários do Sagrado Coração                  | M.S.C.       | 1         | -             | 1     | John Ribat |
| Carmelitas Descalços                             | O.C.D        | 1         | -             | 1     | Anders Arborelius |
| Instituto Voluntas Dei                           | I.V.D.       | 1         | -             | 1     | Louis-Marie Ling Mangkhanekhoun |
| Instituto da Consolata para Missões Estrangeiras | I.M.C        | 1         | -             | 1     | Giorgio Marengo |
| Legionários de Cristo                            | L.C.         | -         | 1             | 1     | Fernando Vérgez Alzaga |
| Sulpício                                         | P.S.S.       | -         | 1             | 1     | Marc Ouellet |
| Agostinianos Recoletos                           | O.A.R.       | -         | 1             | 1     | José Lacunza Maestrojuán |
| Congregação de Santa Cruz                        | C.S.C.       | -         | 1             | 1     | Patrick D’Rozario |
| Sociedade dos Missionários da África             | M Afr        | -         | 1             | 1     | Michael Louis Fitzgerald |
| Maronitas                                        | O.M.M.       | -         | 1             | 1     | Béchara Pierre Raï |
| Oblatos                                          | O.M.I.       | -         | 1             | 1     | Orlando Beltran Quevedo |
| Movimento de Schoenstatt                         | P.Schönstatt | -         | 1             | 1     | Francisco Javier Errázuriz Ossa |
| Congregação de Jesus e Maria                     | C.I.M.       | -         | 1             | 1     | Jorge Enrique Jiménez Carvajal |
| Total                                            | Total        | 34        | 29            | 63    | |

## Estatísticas

### Por país
Origem por país.
| Ordem         | País           | Continente       | Cardeais | Percentual | Eleitores | Percentual |
| ------------- | -------------- | ---------------- | -------- | ---------- | --------- | ---------- |
| 1             | Itália         | Europa           | 50       | 20,16%     | 17        | 13,08%     |
| 2             | Estados Unidos | América do Norte | 16       | 6,45%      | 9         | 6,92%      |
| 3             | Espanha        | Europa           | 14       | 5,24%      | 4         | 3,08%      |
| 4             | França         | Europa           | 7        | 2,82%      | 5         | 3,85%      |
| 5             | Brasil         | América do Sul   | 8        | 3,23%      | 7         | 5,38%      |
| 6             | Argentina      | América do Sul   | 6        | 2,42%      | 4         | 3,08%      |
| 7             | Alemanha       | Europa           | 6        | 2,42%      | 3         | 2,31%      |
| 8             | Portugal       | Europa           | 6        | 2,42%      | 4         | 3,08%      |
| 9             | México         | América do Norte | 6        | 2,42%      | 2         | 1,54%      |
| 10            | Índia          | Ásia             | 6        | 2,42%      | 4         | 3,08%      |
| Outros países | Outros países  | Outros países    | 124      | 50%        | 71        | 54,62%     |
| Total         | Total          | Total            | 248      | 100%       | 130       | 100%       |

### Por continente
Origem por continente.
| Continente       | Cardeais | Percentual | Eleitores | Percentual |
| ---------------- | -------- | ---------- | --------- | ---------- |
| África           | 30       | 12,1%      | 17        | 13,08%     |
| América do Norte | 35       | 14,11%     | 19        | 14,62%     |
| América do Sul   | 30       | 12,1%      | 17        | 13,08%     |
| Ásia             | 37       | 14,92%     | 22        | 16,92%     |
| Europa           | 113      | 45,56%     | 52        | 40%        |
| Oceania          | 3        | 1,21%      | 3         | 2,31%      |
| Total            | 248      | 100%       | 130       | 100%       |

## Evolução desde 1 de janeiro de 2025
|            |                                                               | País      | Eleitores | Não eleitores | Total |
| ---------- | ------------------------------------------------------------- | --------- | --------- | ------------- | ----- |
| 22/01/2025 | 80.º aniversário de Christoph Schönborn, O.P.                 | Áustria   | 138       | 114           | 252   |
| 01/03/2025 | 80.º aniversário de Fernando Vérgez Alzaga, L.C.              | Espanha   | 137       | 115           | 252   |
| 06/04/2025 | 80.º aniversário de Celestino Aós Braco, O.F.M.Cap.           | Chile     | 136       | 116           | 252   |
| 19/04/2025 | 80.º aniversário de George Alencherry                         | Índia     | 135       | 117           | 252   |
| 21/04/2025 | Morte do Papa Francisco (88 anos)                             | Vaticano  | 135       | 117           | 252   |
| 07/05/2025 | Cardeais no momento do Conclave de 2025                       | Vaticano  | 135       | 117           | 252   |
| 08/05/2025 | Eleição papal de Robert Francis Prevost, O.S.A. como Leão XIV | Vaticano  | 134       | 117           | 251   |
| 16/05/2025 | 80.º aniversário de Carlos Osoro Sierra                       | Espanha   | 133       | 118           | 251   |
| 15/06/2025 | 80.º aniversário de Robert Sarah                              | Guiné     | 132       | 119           | 251   |
| 30/06/2025 | Morte de Luis Pascual Dri, O.F.M.Cap. (98 anos)               | Argentina | 132       | 118           | 250   |
| 04/07/2025 | 80.º aniversário de Stanisław Ryłko                           | Polónia   | 131       | 119           | 250   |
| 18/07/2025 | Morte de André Vingt-Trois, (82 anos)                         | França    | 131       | 118           | 249   |
| 21/07/2025 | 80.º aniversário de Joseph Coutts                             | Paquistão | 130       | 119           | 249   |
| 08/08/2025 | Morte de Estanislao Esteban Karlic, (99 anos)                 | Argentina | 130       | 118           | 248   |

## Listas temáticas
- Lista de cardeais eleitores por continente
- Lista de cardeais eleitores por país
- Lista de cardeais eméritos (não eleitores)
- Lista de cardeais do Brasil
- Lista de cardeais de Portugal
- Lista de cardeais de Países Africanos de Língua Oficial Portuguesa (PALOP)